# Abraham ben Joschijahu
Abraham ben Joschijahu (polnisch Abraham ben Joszijahu z Trok; * 1636 in Trakai; † 1687) war ein jüdischer Arzt und karäischer Mystiker, der von Johann III. Sobieski zum Hofarzt ernannt wurde.

## Leben
Abraham kam 1636 als Sohn von Joschijahu ben Judah ben Aaron in Trakai zur Welt. Er widmete sich dem Studium der Naturwissenschaft und der Medizin.
Er verfasste mehrere Schriften in hebräischer Sprache, die zum größten Teil nur handschriftlich erhalten sind. Zu den wichtigsten gehören die mystische Schrift Bejt Abraham sowie die medizinischen Schriften Bejt ha-Ozar (1672) und Sefer Refuot. Zudem finden sich drei seiner liturgischen Gedichte in einem karäischen Siddur, der in Vilnius gedruckt wurde.